# مارک لینچ
مارک لینچ، استاد علوم سیاسی و امور بین‌الملل در دانشگاه جورج واشینگتن، جایی که او هم مدیر مؤسسه پژوهش‌های خاورمیانه و هم برنامه مطالعات خاورمیانه است، است.
لینچ همچنین عضو ارشد غیر مقیم در مرکز امنیت جدید آمریکایی است، و در گروه نویسندگان و تحریریه نشریه علوم سیاسی و سیاست (PS Political Science & Politics) نیز عضو است. مارک لینچ همچنین یک وبلاگ برای فارین پالیسی می‌نویسد. لینچ مدرک کارشناسی خود را از دانشگاه دوک و کارشناسی ارشد و دکتری خود را از دانشگاه کرنل دریافت کرده‌است.